# Estación Gare de l'Ouest/Weststation
La estación Gare de l'Ouest/Weststation es una estación de metro del sistema de metro de Bruselas, donde prestan servicio las líneas 1, 2, 5 y 6; se sitúa en la municipalidad belga de Molenbeek-Saint-Jean. Fue inaugurada el 6 de octubre de 1982. Existe otra estación adyacente, de ferrocarril, operada por la SNCB/NMBS, que fue abierta en 1872 pero se cerró en 1984; aunque de todas formas se reabrió en 2009.
Como parte del proyecto de cercanías de la ciudad, también hay un servicio de ferrocarril pesado en la estación desde diciembre de 2009, la línea S10 (Aalst-Midi-Dendermonde), convirtiendo a esta estación en un punto de intercambio. Cambiar entre las líneas de metro puede ser difícil, en cambio; los pasajeros tienen que subir las escaleras, cruzar las vías principales y bajar de nuevo para realizar esta tarea. Es por esto por lo que los pasajeros prefieren realizar los intercambios en Beekkant.
La estación también dispone de conexión con el tranvía y el autobús, y las nuevas cocheras Jacques Brel de bus y metro han sido construidas muy cerca del lugar.
La estación parisina Gare Montparnasse fue originalmente nombrada como Gare de l'Ouest cuando fue abierta hacia 1840, pero fue renombrada posteriormente.